# Belinuridae
Belinuridae — вимерла родина членистоногих, що належить до ряду Xiphosura. Родина складається з кількох родів.